# Lady Hamilton (film, 1921)
Pour les articles homonymes, voir Lady Hamilton (homonymie).
Lady Hamilton est un film muet historique allemand réalisé par Richard Oswald, sorti en 1921.

## Synopsis
Ce film raconte la liaison entre Lord Horatio Nelson et Emma Hamilton.

## Fiche technique
- Titre : Lady Hamilton
- Réalisation : Richard Oswald
- Scénario : Richard Oswald, Heinrich Vollrat Schumacher (de)[1]
- Cinématographie : Carl Hoffmann, Károly Vass
- Direction artistique et costumes : Hans Dreier, Paul Leni
- Pays d'origine : République de Weimar
- Société de production : Richard-Oswald-Produktion
- Distribution : National-Film
- Format : Noir et blanc - 1,33:1 -
- Genre : Film historique
- Durée : 3 367 mètres
- Dates de sortie :
  -  République de Weimar : 20 octobre 1921
  -  Finlande : 16 février 1922
  -  République portugaise : 9 janvier 1925

## Distribution
- Liane Haid - Lady Hamilton
- Conrad Veidt - Horatio Nelson
- Werner Krauss - Lord Hamilton
- Reinhold Schünzel - Ferdinand IV, Roi de Naples
- Else Heims -  Marie-Caroline, Reine de Naples
- Anton Pointner - Greville
- Julia Serda - Adele Nelson
- Georg Alexander - George, Prince de Galles
- Paul Bildt - Caraciollo, ministre du Roi
- Theodor Loos - George Romney
- Hans Heinrich von Twardowski - Joshua Nesbitt
- Gertrude Welcker - Arabella Kelly
- Adele Sandrock
- Kathe Oswald - Jane Middleton
- Celly de Rheydt - Phyrne
- Hugo Döblin
- Heinrich George
- Friedrich Kühne
- Ilka Grüning
- Max Gülstorff
- Adolf Klein
- Karl Platen
- Georg John